# Louis Lévesque
Louis Lévesque (* 27. Mai 1908 in Amqui, Québec; † 12. März 1998) war ein kanadischer Geistlicher und römisch-katholischer Erzbischof von Rimouski.

## Leben
Louis Lévesque empfing am 26. Juni 1932 das Sakrament der Priesterweihe für das Bistum Rimouski.
Am 9. Juni 1952 ernannte ihn Papst Pius XII. zum Bischof von Hearst. Der Apostolische Delegat in Kanada, Erzbischof Ildebrando Antoniutti, spendete ihm am 15. August desselben Jahres die Bischofsweihe; Mitkonsekratoren waren der Erzbischof von Ottawa, Alexandre Vachon, und der Erzbischof von Rimouski, Charles Eugène Parent. Die Amtseinführung erfolgte am 28. August 1952.
Papst Paul VI. ernannte ihn am 13. April 1964 zum Titularerzbischof von Egnatia und bestellte ihn zum Koadjutorerzbischof von Rimouski. Louis Lévesque wurde am 25. Februar 1967 in Nachfolge des zurückgetretenen Charles Eugène Parent Erzbischof von Rimouski.
Am 27. April 1973 nahm Paul VI. das von Louis Lévesque aus Gesundheitsgründen vorgebrachte Rücktrittsgesuch an.
Louis Lévesque nahm an allen vier Sitzungsperioden des Zweiten Vatikanischen Konzils teil.